# Варваровский сельсовет (Новосибирская область)
Варваровский сельсовет — сельское поселение в Чистоозёрном районе Новосибирской области Российской Федерации.
Административный центр — село Варваровка.

## История
Статус и границы сельского поселения установлены Законом Новосибирской области от 2 июня 2004 года № 200-ОЗ «О статусе и границах муниципальных образований Новосибирской области»

## Население
| 2002 | 2010 | 2012 | 2013 | 2014 | 2015 | 2016 |
| ---- | ---- | ---- | ---- | ---- | ---- | ---- |
| 644  | ↘534 | ↘525 | ↘515 | ↘509 | ↘507 | ↘490 |
| 2017 | 2018 | 2019 | 2020 | 2021 |      |      |
| ↗496 | ↘489 | ↘481 | ↘468 | ↘460 |      |      |

## Состав сельского поселения
| № | Населённый пункт | Тип населённого пункта       | Население |
| - | ---------------- | ---------------------------- | --------- |
| 1 | Варваровка       | село, административный центр | ↘460      |